# WTA 엘리트 트로피
WTA 엘리트 트로피(WTA Elite Trophy, 후원을 이유로 "Huafa Technology WTA Elite Trophy"라고도 부름)는 WTA 투어의 2부 연말 프로 여자 테니스 토너먼트이다. 2009년부터 2014년까지 개최된 다른 형식의 WTA 토너먼트 오브 챔피언스(WTA Tournament of Champions)의 후속 이벤트이다.
엘리트 트로피는 매 시즌 말에 단식과 복식의 두 가지 종목으로 개최된다. 단식 경기에는 12명의 선수가 참가한다(WTA 랭킹 최종 테이블 9~19위 11명, 와일드카드 1명). 선수들은 3명씩 4개 그룹으로 나뉘며, 그룹의 승자는 싱글 엘리미네이션 준결승에 진출한다. 복식 챔피언십은 2개 그룹으로 구성된 6개 팀으로 구성되며, 그룹 우승팀이 결승전을 펼친다.
2015년 첫 대회가 열렸으며 상금은 215만 달러였다. WTA 엘리트 트로피는 2019년까지 처음 5년 동안 중국 주하이시에서 개최됐다. 2020년부터 2022년까지는 COVID-19의 영향과 펑솨이 논란의 영향으로 대회가 열리지 않았다. 그러나 2023년에는 중국 주하이에서 다시 개최됐다.

## 같이 보기
- WTA 파이널스